# Joseph-Nicolas Barbeau du Barran
Pour les articles homonymes, voir Barbeau et Barran (homonymie).
Joseph-Nicolas Barbeau du Barran, né le 3 juillet 1761 à Castelnau-d'Auzan (province de la Gascogne), mort le 16 mai 1816 à Assens (Suisse, canton de Vaud), est un homme politique de la Révolution française et du Premier Empire. 

## Biographie
En septembre 1792, Joseph-Nicolas Barbeau du Barran, alors procureur-syndic du Gers, est élu député du département, le cinquième sur neuf, à la Convention nationale.  
Il siège sur les bancs de la Montagne. Dès le début de son mandat, il est admis au sein du club des Jacobins. Lors du procès de Louis XVI, il vote pour la mort et rejette l'appel au peuple et le sursis à l'exécution de la peine. En avril 1793, il vote contre la mise en accusation de Jean-Paul Marat : « D'où vient donc cet acharnement sans exemple contre un citoyen qui quelquefois, je l'avoue, peut avoir professé des opinions exagérées, mais que je ne sache pas avoir commis de crimes ? » En mai de la même année, il vote contre le rétablissement de la Commission des Douze. En brumaire an II (novembre 1793), il fait décréter d'accusation Charles-Nicolas Osselin, député de Paris, pour avoir caché et soutenu Charlotte-Félicité de Luppé, noble passée à l'émigration. 
Après le 9 thermidor, Barbeau-Dubarran fait partie du groupe de députés que l'historienne Françoise Brunel nomme les « derniers montagnards » : il signe la demande d'appel nominal pour s'opposer à la mise en accusation de Barère, Billaud-Varenne et Collot d'Herbois ; à la suite de l'insurrection du 1er prairial an III (20 mai 1795), il est décrété d'arrestation le 9 (28 mai) ainsi que les anciens membres du Comité de Salut public (Robert Lindet et Jean-Bon Saint-André) et du Comité de Sûreté générale (Bernard de Saintes, David, Jagot, Lacoste, Lavicomterie et Voulland). Il est amnistié à la clôture de la Convention. 
Élu député du Gers à la Chambre des représentants durant les Cent-Jours, Barbeau-Dubarran est frappé par la loi du 12 janvier 1816 contre les régicides et les soutiens à l'Empereur. Il s'exile en Suisse où il meurt. 
Comme d'autres de ses collègues conventionnels tels que Maribon-Montaut, Joachim Perez ou Jean Moysset, il fréquente les cercles de la franc-maçonnerie.

## Sources
- Archives parlementaires de 1787 à 1860 : recueil complet des débats législatifs et politiques des Chambres françaises. Première série, 1787 à 1799. Tomes LVII, LXII, LXV, LXVI, LXVIII et LXXI
- « Joseph-Nicolas Barbeau du Barran », dans Adolphe Robert et Gaston Cougny, Dictionnaire des parlementaires français, Edgar Bourloton, 1889-1891 [détail de l’édition]
- Gilbert Brégail, « Un Conventionnel gersois : Barbeau-Dubarran », Bulletin de la Société archéologique, historique, littéraire & scientifique du Gers,‎ 1952, p. 401-412.